# Rizal (Nova Ecija)
Rizal é um município de  segunda classe de renda municipal (d) na província Nova Ecija, nas Filipinas. De acordo com o censo de 1 de maio  de  2020 possui uma população de 70 196 pessoas e 17 402 domicílios.